# Lilla Bjurtjärnen
Lilla Bjurtjärnen är en sjö i Falu kommun i Dalarna och ingår i Gavleåns huvudavrinningsområde.